# Deborrea robinsoni
Deborrea robinsoni is een vlinder uit de familie zakjesdragers (Psychidae). De wetenschappelijke naam van deze soort is voor het eerst geldig gepubliceerd in 1964 door Jean Bourgogne.